# Paul Swiridoff
Paul Swiridoff (* 7. Mai 1914 in Wladikawkas/Kaukasus als Павел Павлович Свиридов; † 17. Mai 2002 in Künzelsau) war ein deutscher Fotograf, Essayist, Publizist und Verlagsgründer.

## Leben
Swiridoff wuchs als Sohn der Deutsch-Österreicherin Friederike Schultze, einer Erzieherin, und des Russen Pawel A. Swiridoff, eines Predigers der Adventisten, im Kaukasus auf. Die Emigration in die Tschechoslowakei erfolgte 1923, wo Swiridoff in Brünn 1929 die Bürgerschule abschloss. 1929 kam er nach Darmstadt zum adventistischen Seminar, begann eine Zahntechnikerlehre und lebte von Gelegenheitsarbeiten. In den Jahren 1934 bis 1940 lebte Swiridoff in Berlin. Dort konnte er als Fotolaborant arbeiten. Von 1940 an war er zehn Jahre in Ludwigsburg ansässig, wo er nach Kriegsende ein Fotoatelier eröffnete. 1950 siedelte er nach Schwäbisch Hall über, wo er bis 1980 ein eigenes Fotostudio betrieb. Er eröffnete als einer der Ersten in Deutschland eine Kunstgalerie, die die Kunst der nicht lange vorher noch als „entartet“ abqualifizierten Künstler rehabilitierte. Swiridoff war unter anderem von 1971 bis 1991 Chefredakteur und Herausgeber der Firmenzeitung Würth Report des weltweit agierenden Würth-Konzerns.
1988 heiratete er die Komponistin Susanne Erding (* 1955). Aus dieser Ehe ging 1994 eine Tochter namens Katharina hervor.

## Werk
Am Anfang seines fotografischen Schaffens beschäftigte sich Swiridoff mit Landschaften und Städtebildern. Berühmt wurde er aber durch seine Porträts. Das Gesicht wurde 1961 als einziger Fotoband zu den schönsten Büchern des Jahres gekürt. Der Bildband Porträts aus dem geistigen Deutschland von 1965 zählt zu den Standardwerken des Genres.
Damals gründete er den Verlag Paul Swiridoff Schwäbisch Hall, in dem mehrere Stadtbildbände erschienen („neue reihe“), unter anderem Heidenheim mit Werken von HAP Grieshaber und Texten der Schriftstellerin Margarete Hannsmann. Im Fotoband Gesichter einer Epoche (1997), seinem 50. Buch, hat Swiridoff eine Zeitspanne von 50 Jahren mit Bildern von wichtigen Persönlichkeiten festgehalten. Heute ist der Swiridoff Verlag Teil der Würth-Firmengruppe. Sein Namensgeber war Inspirator für den Unternehmer Reinhold Würth, der daraufhin zu einem wichtigen Kunstmäzen der Gegenwart geworden ist. Am Ende seines Lebens vermochte er aufgrund eines Augenleidens kaum noch selbst zu fotografieren und konzentrierte sich daher mehr auf das Literarische. Bereits 1946 war im Verlag Hans Müller in Stuttgart sein Gedichtband Ein Herbst erschienen, 2001 veröffentlichte er den Essayband Geliebter Feind.

## Porträtfotografie
Unter anderem porträtierte Paul Swiridoff:
Hermann Hesse, Erich Maria Remarque, Marcel Reich-Ranicki, Max Frisch, Ernst Bloch, Christa Wolf, Elisabeth Flickenschildt, Konrad Adenauer, Otto Hahn, Werner Heisenberg, Hildegard Hamm-Brücher, Helmut Schmidt, Fritz Winter, HAP Grieshaber, Wolf Jobst Siedler, Heinz Berggruen, Richard von Weizsäcker, Marion Gräfin Dönhoff, Günter Grass, Erhard Eppler, Willy Brandt, Karl Jaspers, Martin Heidegger, Helmut Kohl, Hans Küng, Roman Herzog, Karlheinz Deschner, Horst Eberhard Richter, Botho Strauss, Walter Gropius, Edzard Reuter, Horst Kleiner, Reinhold und Carmen Würth, Elisabeth Noelle-Neumann, Lothar Späth, Christian Meier, Heinz Maier-Leibnitz, Günther Uecker, Marcus Bierich, Hans Lutz Merkle, Markus Lüpertz, Oswald Mathias Ungers, Erwin Teufel, Petra Roth, Stefan Heym, Peter Hacks, Jörn Merkert, Walter und Inge Jens, Lew Kopelew, Ernst Jünger, Erich Selbach, Theodor Sonnemann.

## Ausstellungen
- 1997/1998: Museum Würth: „Begegnungen aus 50 Jahren“
- 2005: LAUDA FabrikGalerie: „Gesichter einer Epoche“

## Bücher
- 1956: Goethes Götz von Berlichingen in Jagsthausen. Verlag Schwend
- 1957: Rothenburg ob der Tauber. Verlag Schwend
- 1959: Das grosse Spiel in der Stiftsruine von Bad Hersfeld. Verlag Schwend
- 1959: Heilbronn. Zus. mit Otto Rombach, Verlag Schwend
- 1960: Tübingen. Als Mitautor, Verlag Schwend
- 1961: das gesicht, Verlag Schwend
- 1964: Bietigheim. Mit Otto Rombach, Verlag Neske
- 1964: Hohenlohe. Zus. mit Rudolf Schlauch, Verlag Neske
- 1964: Böblingen. Mit Text von Erich Kläger, Verlag Neske
- 1965: Porträts Bd. 1. Porträts aus dem geistigen Deutschland, Verlag Neske
- 1966: Lambarene. Verlag Neske
- 1966: Porträts Bd. 2. Porträts aus der deutschen Wirtschaft, Verlag Neske
- 1967: Schwäbisch Hall. Zus. mit Rudolf Schlauch, Verlag Neske
- 1967: Hersfelder Szenen, Verlag Neske
- 1966: Land um Teck und Neuffen, Verlag Zimmermann
- 1968: Porträts Bd. 3. Porträts aus dem politischen Deutschland, Verlag Neske
- 1968: hie gut württemberg alleweg. Zus. mit Rudolf Schlauch, Verlag Neske
- 1969: Hohenlohe. Zus. mit Rudolf Schlauch, Verlag Neske
- 1969: Heilbronn. Verlag Eppinger
- 1969: Schwäbisch Hall. Zusammen mit Oliver Storz, Verlag Eppinger
- 1969: Tübingen. Verlag Neske
- 1971: Bonn. Verlag Neske (Swiridoff-Bildbände, Band 23)
- 1973: Heidenheim. Verlag Paul Swiridoff (im Anhang Holzschnitte von HAP Grieshaber)
- 2000: Geliebter Feind und weitere Satiren. Swiridoff Verlag
- 2008: Fotografie, Das fotografische Lebenswerk. ISBN 978-3-934350-78-6.
- 2008: Gesichter einer Epoche. Begegnungen aus fünf Jahrzehnten. Mit Beiträgen von Marion Dönhoff und Erhard Eppler. ISBN 978-3-89929-136-0.